# Noch Koroche Dnia
Noch Koroche Dnya (in russo Ночь Короче Дня) è un album in studio del gruppo heavy metal russo Aria, pubblicato nel 1995.

## Tracce
Testi di Margarita Pushkina, musica degli artisti indicati.
1. Рабство иллюзий – 5:51 (musica: Vitaly Dubinin, Vladimir Holstinin)
2. Паранойя – 4:59 (musica: Dubinin)
3. Ангельская пыль – 6:00 (musica: Dubinin, Holstinin)
4. Уходи, и не возвращайся – 3:51 (musica: Dubinin)
5. Король дороги – 4:17 (musica: Dubinin, Holstinin)
6. Возьми моё сердце – 4:06 (musica: Dubinin, Holstinin, Valery Kipelov, Sergey Mavrin)
7. Зверь – 3:44 (musica: Dubinin, Kipelov, Holstinin)
8. Дух войны – 4:58 (musica: Dubinin)
9. Ночь Короче Дня – 7:14 (musica: Dubinin, Holstinin)